# Svatava
Svatava é uma comuna checa localizada na região de Karlovy Vary, distrito de Sokolov‎.